# Malvastrum coromandelianum
Malvastrum coromandelianum är en malvaväxtart som först beskrevs av Carl von Linné, och fick sitt nu gällande namn av Christian August Friedrich Garcke. Enligt Catalogue of Life ingår Malvastrum coromandelianum i släktet Malvastrum och familjen malvaväxter, men enligt Dyntaxa är tillhörigheten istället släktet Malvastrum och familjen malvaväxter. Arten har ej påträffats i Sverige.

## Underarter
Arten delas in i följande underarter:
- M. c. capitato-spicatum
- M. c. coromandelianum

1. ↑   (2000) , database, The PLANTS Database
2. 1 2 3  Roskov Y., Kunze T., Orrell T., Abucay L., Paglinawan L., Culham A., Bailly N., Kirk P., Bourgoin T., Baillargeon G., Decock W., De Wever A., Didžiulis V. (ed) (22 mars 2014). ”Species 2000 & ITIS Catalogue of Life: 2014 Annual Checklist.”. Species 2000: Reading, UK. http://www.catalogueoflife.org/annual-checklist/2014/details/species/id/16857364. Läst 26 maj 2014.
3. ↑  ”World Plants: Synonymic Checklists of the Vascular Plants of the World”. Arkiverad från originalet den 18 mars 2019. https://web.archive.org/web/20190318221109/http://worldplants.webarchiv.kit.edu/. Läst 21 augusti 2014.
4. 1 2  Dyntaxa Malvastrum coromandelianum